# Argyrtes maculatus
Argyrtes maculatus är en insektsart som beskrevs av Strohecker 1945. Argyrtes maculatus ingår i släktet Argyrtes och familjen grottvårtbitare. Inga underarter finns listade i Catalogue of Life.